# Oxalis fontana
Espèce
Oxalis fontana est une espèce du genre des Oxalis de la famille des Oxalidacées.

## Description
Oxalis fontana est une plante herbacée vivace, de 10 à 30 cm de haut. La souche émet des rameaux. Ces rameaux sont dépourvus de racine. La tige est pleine, avec une consistance herbacée, à section ronde. dressée, ramifiée mais courte avec une surface lisse, et elle est pubescente (légèrement). Les feuilles sont composées, formées de 3 folioles, alternes, avec une base simple et pétiolées.